# Kostel svatého Mikuláše (Droužkovice)
Kostel svatého Mikuláše je římskokatolický kostel zasvěcený svatému Mikulášovi v Droužkovicích v okrese Chomutov. Od roku 1963 je chráněn jako kulturní památka. Jeho současná podoba vychází z úprav v roce 1882, rekonstrukce fasády v roce 1998 a opravy střechy z roku 2012.

## Historie
Kostel vznikl pravděpodobně již ve 13. století, ale písemně doložen je až roku 1357. Na přelomu 15. a 16. století prošel přestavbou, během které byla postavena třípatrová průjezdní věž se střílnami a obranné patro nad kněžištěm. Věž stojí zapojená do ohradní zdi mimo půdorys kostela. Nese erb s letopočtem 1510. Během třicetileté války byl kostel spolu s věží poškozen. Chomutovští jezuité roku 1712 potvrdili, že věž byla a je majetkem obce Droužkovice. Opravena byla v roce 1837. V té době se v ní nacházelo pět zvonů, z nichž nejstarší byl z roku 1532. Dnes je k věži přistavěna budova obecního úřadu.
Ohradní zeď z větší části zanikla po roce 1888, kdy se přestal používat zdejší hřbitov. Ve stejné době byl zazděn také průjezd ve věži.

## Popis
Samotný kostel je jednolodní stavbou s obdélníkovým půdorysem a s pětibokým kněžištěm a k severní stěně připojenou sakristií s vlastním vchodem a se schodištem na kůr. Presbyterium je zaklenuté gotickou žebrovou klenbou s klínovými žebry bez konzol. Sakristie má klenbu hrotitou a je k ní připojena klenotnice. U západního vstupu se nachází malá předsíň. Podzemní prostory pod kostelem nejsou přístupné.

## Vybavení
V kostele se nachází barokní pískovcová křtitelnice na hranolové noze. Hlavní portálový oltář a boční oltáře zasvěcené Panně Marii a Kristovi vytvořil v roce 1780 sochař Jakub Eberle.
V jedné ze střílen ve věži se dochovala dřevěná příčka pro oporu ručních palných zbraní.

## Galerie

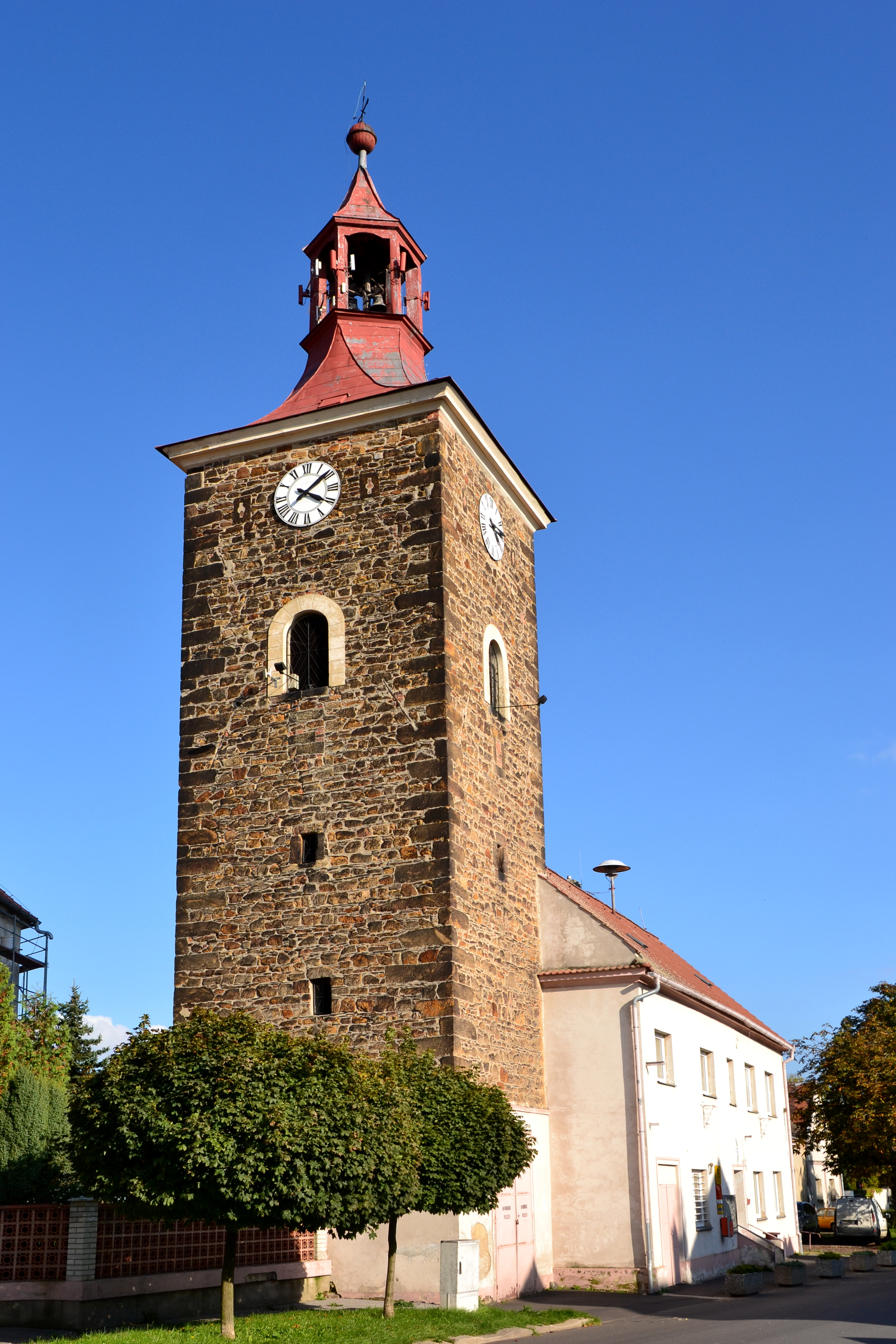
Zvonice
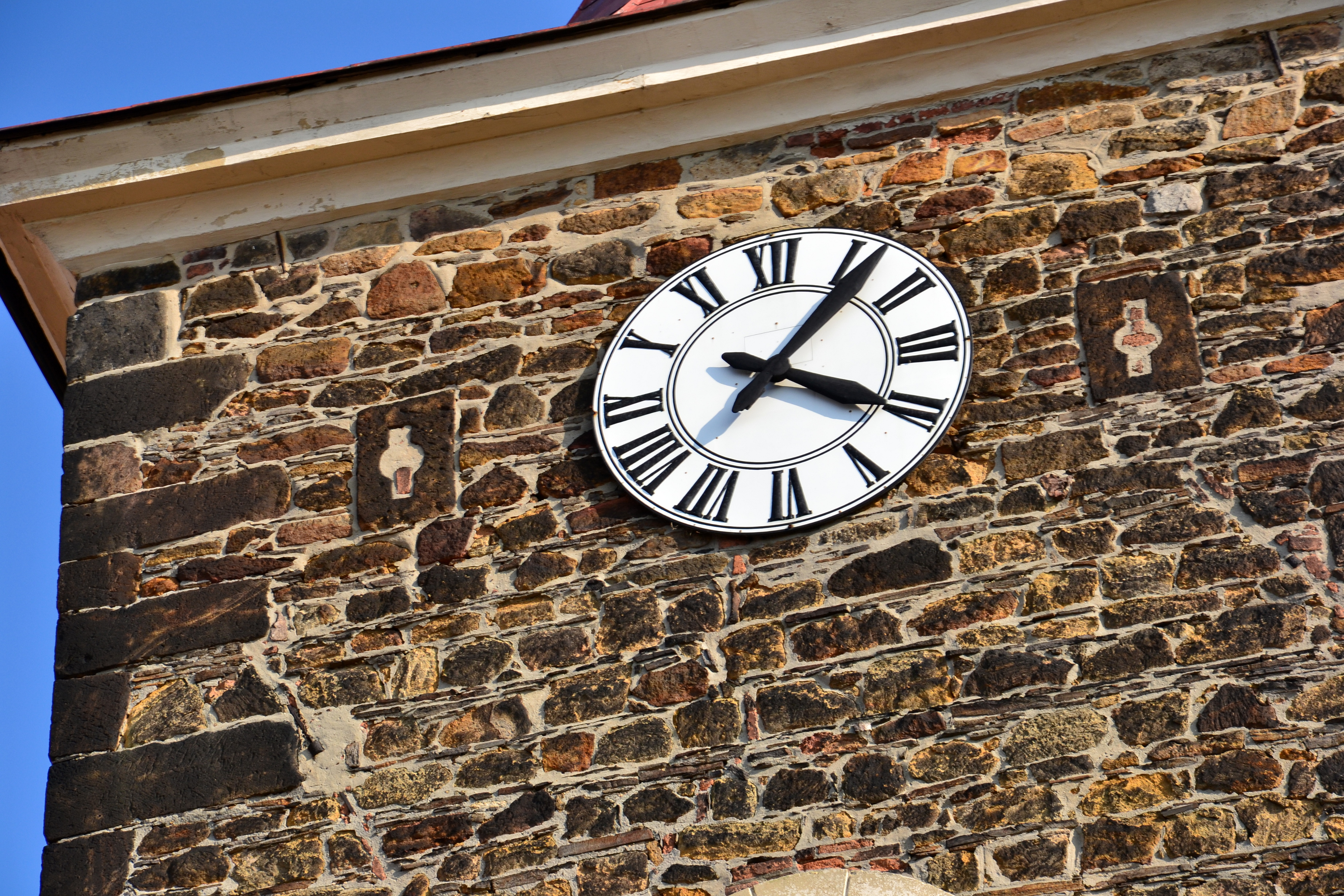
Detail zvonice se zazděnými střílnami
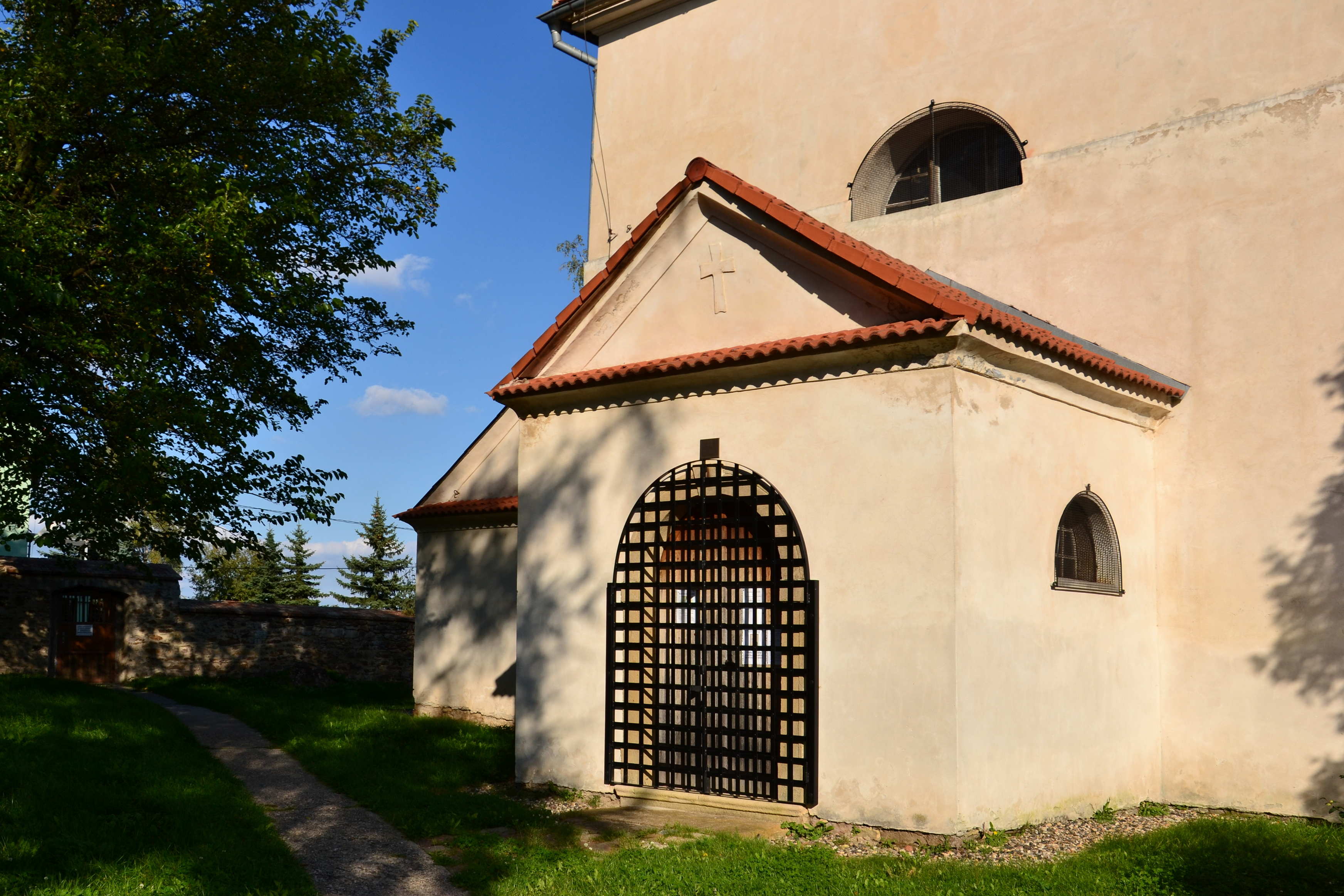
Předsíň